# Juan Francisco de la Bodega y Quadra
Juan Francisco de la Bodega y Quadra (Lima, battezzato il 3 giugno 1743 – 26 marzo 1794) è stato un militare, esploratore e navigatore peruviano.
Salpando dalla base del Dipartimento Navale spagnolo di San Blas, nell'odierno stato messicano di Nayarit, dal 1774 al 1788 esplorò la costa nord-occidentale dell'America settentrionale, spingendosi fino all'Alaska.

## Carriera
Juan Francisco de la Bodega y Quadra si unì all'Accademia navale spagnola di Cadice a 19 anni, e quattro anni dopo divenne ufficiale.

### Spedizione del 1775
Nel 1775, sotto il comando del tenente Bruno de Heceta, gli spagnoli esplorarono il Pacifico nord-occidentale. Questo viaggio seguì la prima spedizione spagnola di Juan Pérez del 1774, che non era riuscita a reclamare il possesso spagnolo. La spedizione era composta da due navi: la Santiago, comandata dallo stesso Heceta, e lo schooner Sonora, guidato dal secondo in comando, il tenente Juan Francisco de la Bodega y Quadra. Bodega y Quadra, nonostante fosse il più alto in grado sulla nave e avesse tutti i requisiti necessari per comandarla, fu considerato solo secondo in comando non essendo spagnolo di nascita.
Agli spagnoli era stato ordinato di esplorare la costa e sbarcare, in modo da poter considerare come spagnoli i territori scoperti. Una parte importante della spedizione fu il riconoscimento degli insediamenti russi. Le navi lasciarono San Blas il 16 marzo 1775. Malattie (scorbuto), tempeste, scarse capacità di navigazione del Sonora e altri incidenti rallentarono il loro compito. Il 14 luglio 1775 giunsero nei pressi di Point Grenville, fermandosi presso quella che oggi è conosciuta come Destruction Island, nello stato di Washington. Gli indiani si dimostrarono amichevoli finché alcuni marinai non scesero a terra per cercare acqua, venendo massacrati da circa 300 indiani sbucati dal bosco. Il tutto avvenne sotto gli occhi atterriti dei compagni rimasti a bordo. Bodega y Quadra aprì il fuoco, ma la sua nave era troppo lontana.
Scosso da questo disastro, Heceta decise di tornare in Messico, ma Bodega y Quadra si rifiutò di seguirlo prima di aver completato la missione che richiedeva di localizzare gli avamposti russi. Proseguì a nord sulla Sonora giungendo fino a Sitka, a 59° di latitudine nord, il 15 agosto 1775. Non riuscendo a trovare russi, tornò verso sud. Si preoccupò di sbarcare per poter reclamare la terra. Questa spedizione convinse gli spagnoli del fatto che la presenza russa nel Pacifico nord-occidentale era molto limitata.

### Spedizione del 1779
L'11 febbraio 1779 le fregate Princesa e Favorita, comandate rispettivamente dal tenente Ignacio de Arteaga e da Bodega y Quadra, lasciarono nuovamente San Blas. L'obbiettivo era l'esplorazione della costa nord-occidentale, non scontrandosi con i britannici già presenti. Mapparono ogni baia e golfo mentre proseguivano nella ricerca del passaggio a nord-ovest, arrivando a 58°30′ di latitudine nord prima di fare ritorno dall'Alaska a causa del maltempo. Completarono il processo iniziato in precedenza di conquista dei territori per la Spagna.
Nel 1785 Bodega y Quadra fu promosso a capitano e tornò in Spagna.

### Baia di Nootka
Quadra fu chiamato come esperto testimone in seguito alla Crisi di Nootka. Nel 1789 fu mandato in Messico a capo del contingente nord-occidentale, stanziato a San Blas, ed effettuò molte spedizioni esplorative.
Nel 1791 fu nominato commissario spagnolo per la negoziazione e implementazione della convenzione di Nootka. Presso la Baia di Nootka accolse il capitano britannico George Vancouver nell'agosto del 1792. I due comandanti divennero subito amici, partecipando anche a spedizioni congiunte e condividendo le informazioni che avevano. Vancouver fornì i servizi del suo chirurgo, Archibald Menzies, per aiutare Quadra a combattere le sue frequenti cefalee. Durante i loro incontri Bodega y Quadra chiese a Vancouver di dare entrambi i loro nomi a qualche porto o isola. Dato che Vancouver aveva scoperto che la terra di Nootka era in realtà una grande isola, propose il nome di isola di Quadra e Vancouver.
Fu subito riportata sulla mappa dell'esploratore, anche se poi il nome, col tempo, fu abbreviato in isola di Vancouver.
I due comandanti non riuscirono però a sanare il conflitto esistente tra i loro governi. Il problema era decidere se gli spagnoli avessero diritto solo alla piccola porzione di terra in cui John Meares aveva costruito una fortezza, l'intera costa o una cosa intermedia. Veniva contestato il fatto che Meares avrebbe esagerato nel riportare l'estensione delle proprie scoperte. I due si accordarono per riportare i punti della discussione ai loro rispettivi governi di Madrid e Londra; Quadra fece in modo che il messaggio di Vancouver fosse inviato nel vecchio continente passando dal Messico. Alla fine Spagna e Gran Bretagna firmarono un accordo l'11 gennaio 1794, in cui accettarono di abbandonare la regione (terza convenzione di Nootka).

## Retaggio
Nella California settentrionale si trova Bodega Bay. L'isola di Vancouver viene chiamata "isola di Vancouver e Quadra" su molte mappe del XIX secolo. L'isola di Quadra è un'isola della Columbia Britannica, in Canada, e prese questo nome solo nel 1903.